# Brenda Miller Cooper
Brenda Miller Cooper (28 de febrero de 1916, Cleveland, Ohio - 3 de abril de 2008, Baltimore, Maryland) fue una soprano de ópera estadounidense. Estudió canto en la Universidad Case Western Reserve, donde obtuvo una licenciatura en música, después de lo cual realizó estudios de postgrado en la Juilliard School, donde obtuvo una maestría en interpretación vocal. Hizo su debut profesional en la ópera con la Compañía de Ópera de Filadelfia (con el nombre de Brenda Miller) el 29 de noviembre de 1943 como Micaëla en Carmen de Georges Bizet con Alice Howland en el papel principal, Joseph Laderoute como Don José, Giovanni de Surra como Escamillo, y Sylvan Levin dirigiendo. Más tarde, esa misma temporada, volvió a esa casa para representar el papel principal en Tosca de Giacomo Puccini y Rosalinde en Die Fledermaus de Johann Strauss II.
Miller hizo su primer recital en el Town Hall de la ciudad de Nueva York en 1945. Se convirtió en una artista habitual de la Ópera de la Ciudad de Nueva York a finales de la década de 1940 hasta la década de 1950, haciendo su debut con la compañía como Tatiana en la primera producción de la compañía de Eugene Onegin de Pyotr Ilyich Tchaikovsky con el director Theodore Komisarjevsky en 1947. Cooper es quizás mejor recordado por representar el papel de Beret en el estreno mundial de la ópera ganadora del Premio Pulitzer de Douglas Moore, Giants in the Earth en 1951. También actuó varias veces con la Orquesta de la CBS.
Cooper se retiró del escenario a principios de la década de 1960 después de desarrollar un tumor en la médula espinal que la dejó paralizada durante un par de años. Se sometió a una cirugía que le permitió volver a caminar y luego comenzó una segunda carrera como profesora de canto. Enseñó en la facultad de canto de la Universidad Estatal de Montclair durante más de dos décadas, después de lo cual enseñó canto en privado desde su casa hasta su muerte en 2008. Cooper estuvo casada con Harold Cooper, un vendedor de maquinaria industrial, desde 1946 hasta la muerte de Harold en 1993. La pareja tuvo dos hijos, David y Thomas, ambos médicos.